# 무사프
무사프(Mussaf, Musaf)는 유대교에서 안식일과 축제일 아침 예배 직후에 곧 이어서 드려지는 추가 예배이다.
전통적으로 회당에서 샤카릿과 결합된 이 예식은 샤카릿, 민차, 마아리브의 정규 예식에 추가되는 것으로 간주된다. 현대 히브리어에서 이 단어는 신문 부록을 의미할 수도 있다.
거룩한 성전 시대에는 이 명절에 더 많은 제물을 드렸다. 무사프는 이제 이러한 제물 대신에 낭송된다.
무사프는 전체 예배(아미다와 일반적으로 샤카릿 동안 암송되는 모든 유대인 기도문 포함)와 무사프를 위해 암송되는 아미다 자체를 모두 의미한다. 주요 추가 사항은 특히 오늘날을 위한 아미다의 네 번째 축복이다. 무사프를 암송하는 정확한 시간은 하루 중 일곱 번째 할라킥 시간(하루가 12시간으로 나누어지는 시간)까지이다. 이 시간까지 무사프를 암송하지 않았다면 남은 날 동안 무사프를 암송하는 것이 허용된다. 일부러 이렇게 하는 사람을 "죄인"이라고 한다. 전통적으로 샤카릿 직후에 결합된 예배로 낭송된다.
사제의 축복은 독자가 아미다를 반복하는 동안 말한다. 이스라엘 땅 밖의 동부 아슈케나짐 의식에서 유대교 주요 명절의 무사프 아미다(Mussaf Amidah)는 사제 축복이 말하는 유일한 시간이다.